# Metoda t-plot
Metoda t-plot jest metodą analizy izoterm adsorpcji stosowaną najczęściej w przypadku mikroporowatych ciał stałych. Pozwala ona na określenie ilości mikroporów (ich objętości lub efektywnej powierzchni) dla danego adsorbentu i adsorbatu. Pozwala też na określenie powierzchni większych porów (mezo- i makroporów).
Metoda opiera się na graficznym (pierwotnie jako wykres, zależność, ang. plot, obecnie z reguły numeryczne) porównaniu eksperymentalnej izotermy adsorpcji na danym adsorbencie, a(p) z adsorpcją teoretyczną (przedstawioną jako tzw. grubość statystyczna oznaczana literą t) otrzymaną dla tych samych wartości ciśnienia adsorbatu, t(p):
a(p) = f(t(p))    czyli    a = f(t)
gdzie:
- a - wielkość adsorpcji dla izotermy eksperymentalnej
- p - ciśnienie adsorbatu
- t(p) - tzw. krzywa t (ang. t-curve) - w tej roli najczęściej wykorzystuje się izotermę Harkinsa-Jury (izoterma HJ) lub izotermę Halseya - ma ogólną postać:

t = tm f'(p)
gdzie:
- tm odpowiada statystycznej grubości monowarstwy adsorbatu; np. dla adsorpcji azotu najczęściej przyjmuje się tmza równe 0,354 nm.

Przybliżając linią prostą przebieg krzywej a(t) w obszarze ciśnień adsorbatu odpowiadających statystycznej grubości warstwy adsorbatu t od tm do około 1,5 tm (dla azotu 0,354 do 0,5 nm) możemy określić wielkość maksymalnej adsorpcji w mikroporach (amic jest równa rzędnej otrzymanej w wyniku ekstrapolacji prostej do wartości t = 0); wynika to z założenia, że wówczas wszystkie mikropory są już zapełnione, natomiast mezopory zapełniane są przy wyższych ciśnieniach. Łączną powierzchnię pozostałych porów (mezo- i makroporów) i powierzchni płaskiej określa się na podstawie nachylenia prostej.
Powyższa metoda została podana przez deBoera i współpr. Lepszą wersją tej metody jest tzw. metoda t/F-plot zaproponowana przez Kadleca. Wykorzystuje ona szerszy obszar ciśnień i adsorpcji - w obszarze niskich ciśnień, gdzie mikropory nie są jeszcze całkowicie zapełnione. Wymaga wyznaczenia izotermy adsorpcji w mikroporach i wykorzystuje do tego równanie izotermy Dubinina-Raduszkiewicza.
Bardziej uniwersalna metoda pozwalająca na określenie ilości zarówno mikro- i mezoporów to tzw. metoda alfa-s podawana przez K.S.W. Singa. Wymaga ona znajomości eksperymentalnej izotermy adsorpcji danego adsorbatu na adsorbencie o podobnej budowie chemicznej powierzchni ale nie zawierającym mikro- ani mezoporów. Jej zaletą jest to, że nie wymaga przyjęcia żadnego konkretnego modelu adsorpcji (w metodzie t-plot wykorzystuje się postać teoretycznej izotermy HJ lub Halseya).